# Libertad (Delirious?)
Libertad is het eerste Spaanstalige album van Delirious? en kwam in 2002 uit. De nummers op deze cd zijn vertaalde versies van nummers op de "Cutting Edge"-albums.

## Nummers
1. Preparen el Camino (Did You Feel The Mountains Tremble?) - 7:05
2. Cantaré de Tu amor por siempre (I Could Sing Of Your Love Forever) - 4:27
3. Tengo a Cristo (I've Found Jesus) - 4:52
4. Grande es El Señor (Thank You For Saving Me) - 7:02
5. Cantaria sin parar (The Happy Song) - 4:31
6. Dios de amor (King Of Love) - 2:49
7. El mensaje de la cruz (Message Of The Cross) - 4:49
8. Griten al norte (Shout To The North) - 4:15
9. Tuyo es mi corazón (Lord, You Have My Heart) - 5:59
10. En el río me encuentras (Find Me In The River) - 5:05
11. No me avergüenzo (I'm Not Ashamed) - 6:30
12. Obsesión (Obsession) - 8:39